# Мбом, Жан-Мануэль
Жан-Мануэль Мбом (нем. Jean-Manuel Mbom; родился 24 февраля 2000, Германия) — немецкий футболист камерунского происхождения, полузащитник клуба «Виборг».

## Футбольная карьера
Жан-Мануэль - уроженец немецкой коммуны Бовенден, расположенной в Нижней Саксонии. Начинал заниматься футболом в местных командах «Бовинген» и «Гёттинген», в 13 лет перешёл в академию бременского «Вердера». В сезоне 2018/2019 выступал за вторую команду бременцев. 19 августа дебютировал за неё в Регионаллиге в поединке против «Ганзы Лунебург». 6 апреля 2019 года забил первый мяч в профессиональном футболе в ворота второй команды «Ганновера».
Сезона 2019/2020 Мбом провёл в аренде в команде «Юрдинген 05», которая выступала в третьей немецкой лиге. Дебютировал за неё 21 июля 2019 года в поединке против «Галлешера». Всего в сезоне выходил на поле в 28 встречах, забил 1 мяч. Являлся игроком стартового состава.
Перед сезоном 2020/2021 вернулся в «Вердер». 26 сентября 2020 года дебютировал в Бундеслиге в поединке против «Шальке 04», выйдя на поле в стартовом составе и будучи заменённым на 90-й минуте Юя Осакой.
Являлся игроком юношеских и молодёжных сборных Германии.

## Семья
Отец Жана-Мануэля, этнический камерунец, также играл в футбол, но на любительском уровне. Приехал в Германии в учебных целях. Мать Мбома - немка. Также у него есть младший брат, Бенджамин, также занимающийся футболом.